# ウェザーショー・空飛ぶお天気スタジオ
ウェザーショー・空飛ぶお天気スタジオ（ウェザーショー そらとぶおてんきスタジオ、weather show I fly in the sky Weather studio）は、TBSで1981年3月30日から1982年3月26日までに放送された、天気予報をベースとした生活情報番組。桃屋の一社提供。放送時間（JST）は月曜日から金曜日の午前6時50分から7時まで。

## 概要
出演者は宇江佐りえが進行役（ウェザーギャル）となり、解説に日本気象協会の予報官が登場。その日の各地の天気予報や生活関連情報を提供した。タイトルにもある「空飛ぶお天気スタジオ」の通り、宇江佐は宇宙人の衣装で出演。さらに番組のセットを宇宙船を模したカプセルにし、背景にクロマキーを設置。そこに全国のJNN各局が設置したお天気カメラの中継映像を合成することで「空飛ぶ」雰囲気を作り上げた。宇江佐にとっては「出世作」となった。
後にTBSのニュース番組の看板天気キャスターで活躍する森田正光は当時、この番組を好んで視聴していたという。1993年末に放送された、同局『関口宏の報道30時間テレビ』のコーナー「森田さんのお天気はじめて物語」では、この番組を再現。宇江佐りえをゲストに招き、当時のエピソードを語った。
その後、番組を更に充実して「ウェザーりえの朝一番」として放送。また宇江佐は1982年3月29日より午前7時からのワイド番組『朝のホットライン』でもメインキャスターを務めており、TBSの朝の顔として長らく活躍。その後の芸能界での活躍のきっかけを掴んだと番組といえる。